# 高橋龍屬
高橋龍屬（學名：Hypselosaurus）是蜥腳下目泰坦巨龍類恐龍的一屬，生存於白堊紀（麥斯特裡希特階，距今約7000萬）的法國、西班牙、羅馬尼亞。學名的意思是「最高的蜥蜴」。
高橋龍的腳非常粗厚，但體型卻只是其他泰坦巨龍類恐龍的四分之一，約8.2公尺長，最長约12米。牠的蛋也非常大，是其中一种最大的恐龙蛋，直徑約有30厘米長。模式種是H. priscus，是由Philippe Matheron於1869年描述、命名，當時是根據發現於普羅旺斯的破碎化石而命名。

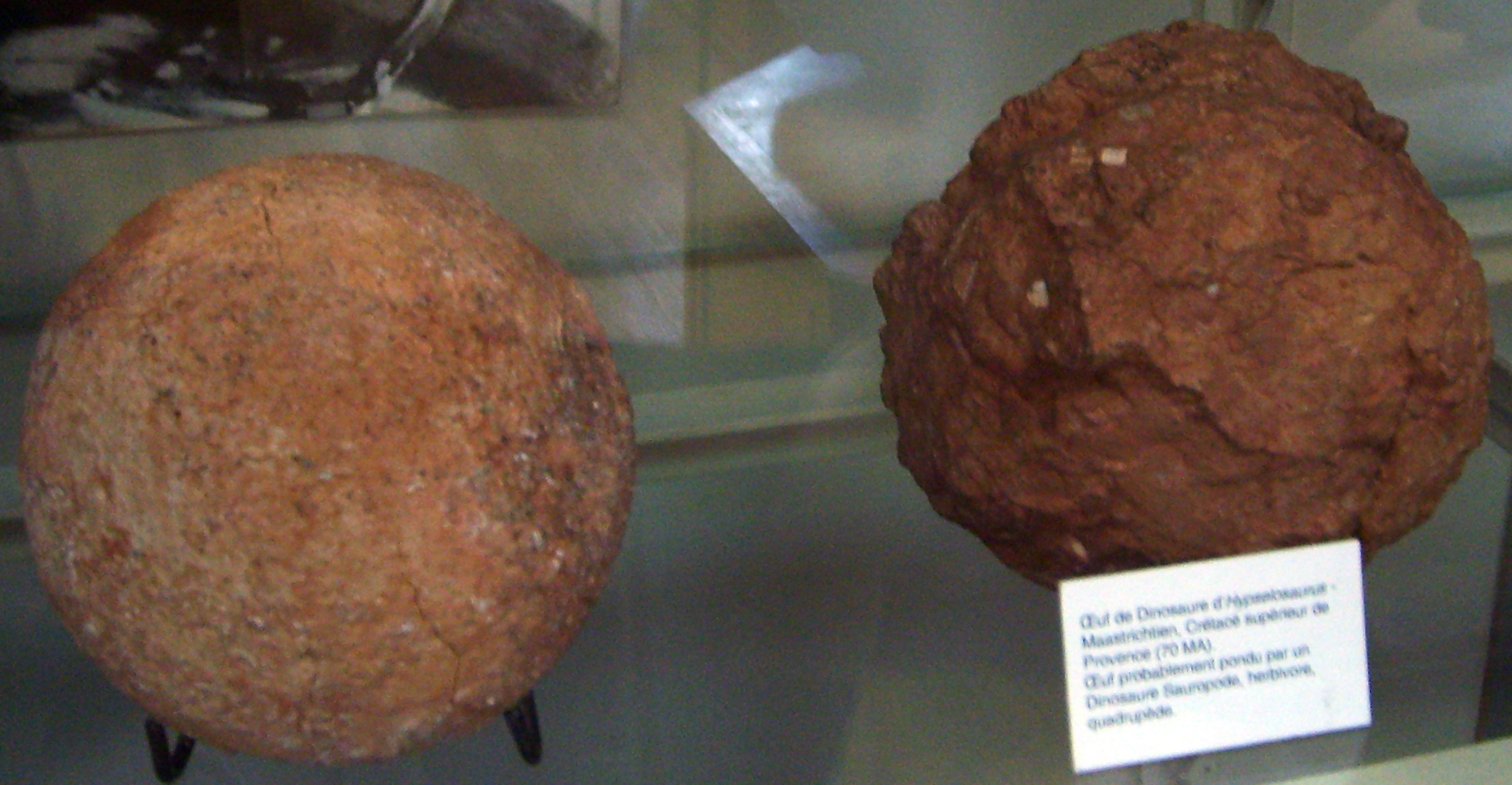
高橋龍的蛋化石 - 巴黎法國自然歷史博物館
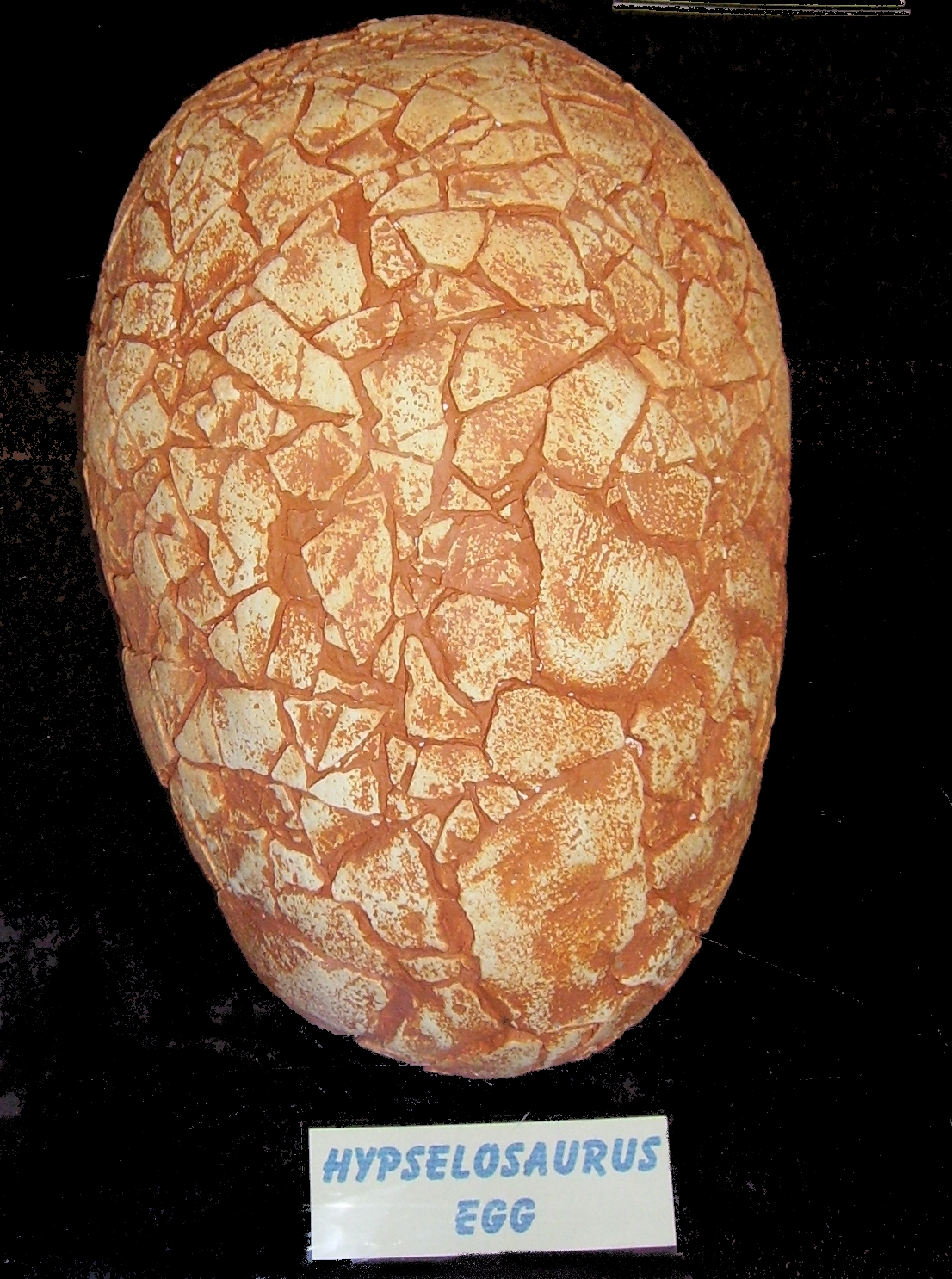
高橋龍的蛋 - 英格蘭萊姆里傑斯

## 外部連結
- 恐龍博物館──高橋龍